# Dryopteris cochleata
Dryopteris cochleata là một loài thực vật có mạch trong họ Dryopteridaceae. Loài này được (D. Don) C. Chr. miêu tả khoa học đầu tiên năm 1905.